# Riforma di misure e pesi in Sicilia (1601)
Il 18 giugno 1582 fu sottoposta a Filippo I di Sicilia una richiesta per l'unificazione dei pesi e delle misure in Sicilia.
Solo nel 1601, diciannove anni dopo, venne emanato l'atto con cui si indicavano le uniche unità da utilizzare nell'intera Sicilia.
Come dimostra una descrizione delle unità di misura siciliane del 1644, la riforma in realtà ebbe scarse conseguenze.

## Nuove unità di misura e di peso

### Misure di lunghezza
| Nome  | Nome  | Nome  | Nome                   |
| ----- | ----- | ----- | ---------------------- |
| Canna |       |       |                        |
| 8     | Palmo | Palmo | Palmo                  |
| 96    | 12    | Oncia | Oncia                  |
| 480   | 60    | 5     | Coccio (cochi d'orgio) |

### Misure di superficie
| Nome  | Nome    | Nome     | Nome     |
| ----- | ------- | -------- | -------- |
| Salma |         |          |          |
| 16    | Tummino | Tummino  | Tummino  |
| 64    | 4       | Mondello | Mondello |
| 256   | 16      | 4        | Misura   |

### Misure di capacità per i liquidi
| Nome  | Nome   | Nome     | Nome       | Nome             |
| ----- | ------ | -------- | ---------- | ---------------- |
| Botte |        |          |            |                  |
| 12    | Barile | Barile   | Barile     | Barile           |
| 24    | 2      | Quartara | Quartara   | Quartara         |
| 480   | 40     | 20       | Quartuccio | Quartuccio       |
| 960   | 80     | 40       | 2          | Mezzo quartuccio |

Era abolito l'uso della salma.
L'olio era misurato a peso.

### Pesi
| Nome    | Nome   | Nome   | Nome   | Note                  |
| ------- | ------ | ------ | ------ | --------------------- |
| Cantaro |        |        |        |                       |
| 10      | Cafiso | Cafiso | Cafiso | Usato solo per l'olio |
| 100     | 10     | Rotolo | Rotolo |                       |
| 3000    | 300    | 30     | Oncia  |                       |

| Nome   | Nome  | Nome   | Nome                       |
| ------ | ----- | ------ | -------------------------- |
| Libbra |       |        |                            |
| 12     | Oncia | Oncia  | Oncia                      |
| 96     | 8     | Dramma | Dramma                     |
| 5760   | 480   | 60     | Coccio (cochi di frumento) |

Per gli argentieri:
| Nome  | Nome     | Nome                       |
| ----- | -------- | -------------------------- |
| Oncia |          |                            |
| 30    | Trappeso | Trappeso                   |
| 480   | 16       | Coccio (cochi di frumento) |

Per gli speziali:
| Nome  | Nome   | Nome     | Nome                       |
| ----- | ------ | -------- | -------------------------- |
| Oncia |        |          |                            |
| 8     | Dramma | Dramma   | Dramma                     |
| 24    | 3      | Scropolo | Scropolo                   |
| 480   | 60     | 20       | Coccio (cochi di frumento) |

## Le unità di misura in uso nel 1644
Nel 1644 lo studioso Giovanni Battista Hodierna pubblicò La stadera del momento contenente anche una descrizione di alcune unità di misura e di peso in uso in Sicilia.

### Misure di lunghezza
| Nome            | Nome          | Nome           | Nome           | Nome           | Nome           |
| --------------- | ------------- | -------------- | -------------- | -------------- | -------------- |
| Canna siciliana |               |                |                |                |                |
| 4               | Cubito minore | Cubito minore  | Cubito minore  | Cubito minore  | Cubito minore  |
| 8               | 2             | Palmo maggiore | Palmo maggiore | Palmo maggiore | Palmo maggiore |
| 24              | 6             | 3              | Palmo minore   | Palmo minore   | Palmo minore   |
| 96              | 24            | 12             | 4              | Dito           | Dito           |
| 384             | 96            | 48             | 16             | 4              | Grani d'orzo   |

| Nome            | Nome             | Nome             | Nome             | Nome             |
| --------------- | ---------------- | ---------------- | ---------------- | ---------------- |
| Cubito maggiore |                  |                  |                  |                  |
| 2               | Grado geometrico | Grado geometrico | Grado geometrico | Grado geometrico |
| 4               | 2                | Piede            | Piede            | Piede            |
| 16              | 8                | 4                | Palmo minore     | Palmo minore     |
| 64              | 32               | 16               | 4                | Dito             |

| Nome                   | Nome  |
| ---------------------- | ----- |
| Passo geometrico nuovo |       |
| 5                      | Piede |

Conversione in palmi siciliani di altre unità di lunghezza.
| Luogo   | Unità   | Rapporto con il palmo siciliano |
| ------- | ------- | ------------------------------- |
| Roma    | Palmo   | {\textstyle {\frac {322}{360}}} |
| Napoli  | Palmo   | 1                               |
| Venezia | Piede   | {\textstyle {\frac {480}{360}}} |
| Milano  | Braccio | {\textstyle {\frac {960}{360}}} |
| Firenze | Braccio | {\textstyle {\frac {810}{360}}} |

### Misure di superficie
A Palermo:
| Nome  | Nome   | Note                       |
| ----- | ------ | -------------------------- |
| Salma | Salma  | Pari a 5329 canne quadrate |
| 16    | Tomolo |                            |

Nel contado di Modica:
| Nome  | Nome   | Note                       |
| ----- | ------ | -------------------------- |
| Salma | Salma  | Pari a 6666 canne quadrate |
| 16    | Tomolo |                            |

A Licata e Palmi:
| Nome  | Nome   | Note                       |
| ----- | ------ | -------------------------- |
| Salma | Salma  | Pari a 9000 canne quadrate |
| 16    | Tomolo |                            |

### Misure di capacità per gli aridi
| Nome             | Nome              | Nome              | Nome              |
| ---------------- | ----------------- | ----------------- | ----------------- |
| Salma al sottile |                   |                   |                   |
| 16               | Tomolo al sottile | Tomolo al sottile | Tomolo al sottile |
| 64               | 4                 | Moggio            | Moggio            |
| 128              | 8                 | 2                 | Semimoggio        |

In Val di Noto e Val Demone:
| Nome              | Nome               | Note                          |
| ----------------- | ------------------ | ----------------------------- |
| Salma alla grossa | Salma alla grossa  | Pari a 20 tomoli alla sottile |
| 16                | Tomolo alla grossa |                               |

### Misure di capacità per i liquidi
Una botte era divisa in 20 quartare e 40 lancelle.
A Palermo:
| Nome  | Nome   | Note          |
| ----- | ------ | ------------- |
| Botte | Botte  | 470 quartucci |
| 12    | Barile |               |

A Messina:
| Nome  | Nome   | Note          |
| ----- | ------ | ------------- |
| Botte | Botte  | 520 quartucci |
| 12    | Barile |               |

A Trapani:
| Nome  | Nome   | Nome       |
| ----- | ------ | ---------- |
| Botte |        |            |
| 8     | Barile | Barile     |
| 480   | 60     | Quartuccio |

A Siracusa:
| Nome  | Nome   | Nome       |
| ----- | ------ | ---------- |
| Botte |        |            |
| 6     | Barile | Barile     |
| 480   | 80     | Quartuccio |

A Ragusa:
| Nome             | Nome       |
| ---------------- | ---------- |
| Barile per mosto |            |
| 80               | Quartuccio |

| Nome            | Nome       |
| --------------- | ---------- |
| Barile per vino |            |
| 76              | Quartuccio |

Il quartuccio d'acqua pesava 33 once sottili.

### Pesi
| Nome    | Nome            | Nome            | Note                   |
| ------- | --------------- | --------------- | ---------------------- |
| Cantaro |                 |                 |                        |
| 100     | Rotolo generale | Rotolo generale | Pari a 30 once sottili |
| 1200    | 12              | Oncia grossa    |                        |

A Messina era in uso un rotolo da 33,30 once sottili e un cantaro (detto alla grossa) da 111 rotoli generali.
La divisione era attribuita da Hodierna a motivi commerciali delle diverse zone: a Palermo si usava la stessa oncia di Genova, mentre il rotolo di Messina era considerato pari a un rotolo di Napoli.
Rimasero comunque in uso diversi valori del rotolo nel territorio.
(G.B. Hodierna)
| Nome    | Nome   | Nome          |
| ------- | ------ | ------------- |
| Cantaro |        |               |
| 250     | Libbra | Libbra        |
| 3000    | 12     | Oncia sottile |

Per gli orefici:
| Nome          | Nome     | Nome     |
| ------------- | -------- | -------- |
| Oncia sottile |          |          |
| 30            | Trappeso | Trappeso |
| 480           | 16       | Grano    |